# NGC 73
NGC 73 (ook wel PGC 1211, MCG -3-1-26 of NPM1G -15.0014) is een spiraalvormig sterrenstelsel in het sterrenbeeld Walvis.
NGC 73 werd op 21 oktober 1886 ontdekt door de Amerikaanse astronoom Lewis A. Swift.